# دوروتی کولینز
دوروتی کولینز (انگلیسی: Dorothy Collins; ۱۸ نوامبر ۱۹۲۶ – ۲۱ ژوئیهٔ ۱۹۹۴) بازیگر، خواننده اهل ایالات متحده آمریکا بود. وی بین سال‌های ۱۹۴۲ تا ۱۹۸۰ میلادی فعالیت می‌کرد.